# Kate McPhelim Cleary
Kate McPhelim Cleary (ook gekend als Kate Temple More), (Richibucto (New Brunswick), 22 augustus 1863 – Chicago, 16 juli 1905) was een Canadees-Amerikaans schrijver en dichter. 

## Biografie
Kate McPhelim werd geboren op 22 augustus 1863 als dochter van James McPhelim en Margaret Kelly, twee Ierse immigranten die elkaar leerden kennen nadat ze naar Canada verhuisden. Haar vader overleed toen ze twee jaar oud was, waardoor haar moeder het gezin alleen opvoedde. Na een korte terugkeer naar Ierland, om dichter bij de familie te wonen, dwongen financiële problemen het gezin naar Philadelphia te emigreren. Reeds op veertienjarige leeftijd publiceerde McPhelim haar eerste gedicht. Op vijftienjarige leeftijd publiceerde ze een eerste kortverhaal Only Jerry in het tijdschrift Saturday Night en legde ze zich ernstig toe op het schrijven van poëzie en proza, vaak onder het pseudoniem Kate Temple More. Tijdens die periode schreven alle vier de kinderen voor verschillende bladen als bron van inkomsten voor het gezin.  
In 1880 verhuisde het gezin McPhelim naar Chicago, waar Kate in 1884 huwde met de zakenman Michael Timothy Cleary. Niet lang na hun huwelijk weken ze uit naar Hubbell (Nebraska), waar Michael Cleary een houthandel had opgericht samen met zijn zwager, John Templeton.  
Tussen 1887 en 1894 kreeg Kate vijf kinderen: James, Marguerite, Gerald, Rosemarie en Vera Valentine. Haar moeder stierf in 1893 aan een longontsteking. Na de geboorte van haar jongste dochter Vera bedreigde kraamvrouwenkoorts haar eigen leven. In 1894 overleed haar dochter Marguerite, op zesjarige leeftijd, aan tyfus. Tijdens deze periode raakte ze bevriend met collega-schrijfster Elia W. Peattie. Ze kregen een sterke band vanwege hun gedeelde financiële zorgen, gezondheids- en familieproblemen. In 1893 schreef Peattie een eerbetoon aan Cleary met als titel: A Bohemian in Nebraska. 
In een poging zijn bedrijf te redden, vertrok Michael Cleary in 1895 tijdelijk naar Chicago. Gedurende de volgende drie jaren reisde hij vaak, op zoek naar een beter klimaat om de symptomen van zijn slechter wordende gezondheid te verlichten. Dochter Rosemarie overleed in 1895 op driejarige leeftijd. Twee jaar later beviel Kate van een derde zoon, Edward. In 1898 verkocht haar man de houthandel en verhuisde het gezin naar Chicago.

### Gezondheid
Vanwege een verslaving aan morfine, die de dokter haar gegeven had om de pijn van de kraamvrouwenkoorts te verlichten, liet Kate zich in 1902 vrijwillig opnemen in een privaat sanatorium. Het jaar daarop verbleef ze in het Illinois Northern Hospital for the Insane in Elgin (Illinois) om te herstellen. In het voorjaar van 1904 verklaarde het ziekenhuis haar gezond. 
Michael Cleary probeerde in 1905 zijn vrouw gedwongen te laten opnemen in een krankzinnigengesticht, maar zijn poging werd gedwarsboomd door een rechtszaak waarin de jury vaststelde dat ze gezond was. Kate McPhelim Cleary overleed kort daarna op 41-jarige leeftijd. Ze bezweek aan een hartaandoening waaraan ze reeds het grootste deel van haar leven leed.

## Nalatenschap
Kate McPhelim Cleary publiceerde honderden verhalen, essays en gedichten, evenals een roman: The Gallant Lady in 1897. In 1898 werd ze door The Chicago Chronicle genoemd als 'Een van de drie toonaangevende vrouwelijke humoristen in Chicago'. Haar korte verhalen verschenen geregeld in publicaties als de Chicago Tribune, Puck, Belford's Monthly, Chicago Daily News, McClure's, Good Housekeeping, Cosmopolitan, St. Nicholas en The Youth's Companion. Haar gedicht Nebraska werd voorgedragen op de World's Columbian Exposition in Chicago in 1893. De feministische roman Like a Gallant Lady werd positief ontvangen door de kritische pers, die haar roman vergeleek met het werk van Hamlin Garland.